# Гусиная (приток Селезнёвки)
Гусиная, Ханхийоки — река в России, протекает в Выборгском районе Ленинградской области. Устье реки находится в 3,9 км по левому берегу реки Селезнёвки. Длина реки — 17 км.

## Данные водного реестра
По данным государственного водного реестра России относится к Балтийскому бассейновому округу, водохозяйственный участок реки — Реки и озера бассейна Финского залива от границы РФ с Финляндией до северной границы бассейна р. Нева, речной подбассейн реки — Нева и реки бассейна Ладожского озера (без подбассейна Свирь и Волхов, российская часть бассейнов). Относится к речному бассейну реки Нева (включая бассейны рек Онежского и Ладожского озера).
Код объекта в государственном водном реестре — 01040300512102000008072.